# Jagdgeschwader 132
La Jagdgeschwader 132  (JG 132) (132e escadron de chasseurs), surnommée Richthofen, est une unité de chasseurs de la Luftwaffe pendant la Seconde Guerre mondiale.
L'unité fut baptisée en l’honneur de l'as de la Première Guerre mondiale Manfred von Richthofen.
Active de 1934 à 1939, l'unité était affectée aux missions visant à assurer la supériorité aérienne de l'Allemagne dans le ciel de l'Europe.

## Opérations

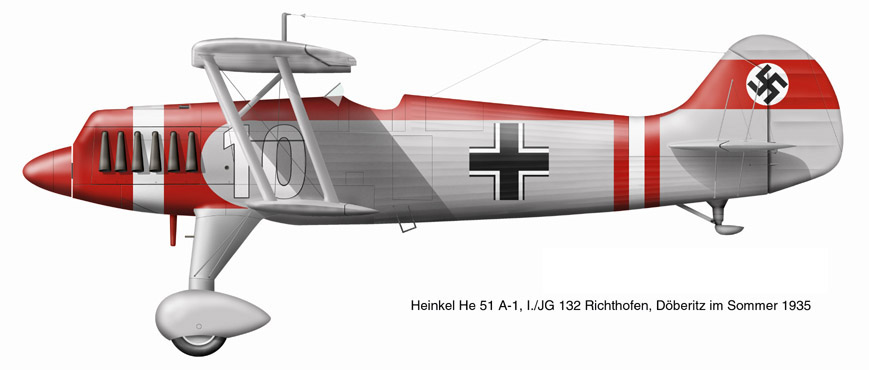
Heinkel He 51, I/JG 132

Le JG 132 opère sur des chasseurs :
- Heinkel He 51 et He 112B
- Arado Ar 65
- Messerschmitt Bf 109B, D et E.

## Organisation

### Stab. Gruppe
Formé le 1er avril 1936 à Döberitz.

Entre le 14 mars 1935 et le 1er novembre 1938, la JG 132 est traditionnellement appelée "Richthofen".
Le 1er novembre 1938, le Stab./JG 132 est renommé Stab/JG 131.
Reformé le 1er novembre 1938 à Düsseldorf. Le 1er mai 1939, le Stab./JG 132 est renommé Stab/JG 26.
Geschwaderkommodore (commandant de l'escadron) :
| Début             | Fin               | Grade     | Nom                        |
| ----------------- | ----------------- | --------- | -------------------------- |
| 1er avril 1936    | 8 juin 1936       | Major     | Johann Raithel (en)        |
| 9 juin 1936       | 1er novembre 1938 | Hauptmann | Gerd von Massow (uk)       |
| 1er novembre 1938 | 1er mai 1939      | Oberst    | Eduard Ritter von Schleich |

### I. Gruppe
Formé le 1er mai 1934 à Döberitz équipé de Arado Ar 65 et de Heinkel He 51.

Le Gruppenstab est prêt le 1er mai 1934, mais les 3 staffeln ne sont pas opérationnel avant le 1er juillet 1934. Entre le 1er mai 1934 et le 1er avril 1936, il est connu en tant que Fliegergruppe Döberitz. 
Organisation au 1er avril 1936 :
- Stab I./JG 132
- 1./JG 132
- 2./JG 132
- 3./JG 132

Le 1er novembre 1938, le I./JG 132 est renommé I./JG 131 :
- Stab I./JG 132 devient Stab I./JG 131
- 1./JG 132 devient 1./JG 131
- 2./JG 132 devient 2./JG 131
- 3./JG 132 devient 3./JG 131

Reformé le 1er novembre 1938 à Cologne à partir du I./JG 234 avec :
- Stab I./JG 132 à partir du Stab I./JG 234
- 1./JG 132 à partir du 1./JG 234
- 2./JG 132 à partir du 2./JG 234
- 3./JG 132 à partir du 3./JG 234

Le 1er mai 1939, le I/JG 132 est renommé I./JG 26 :
- Stab I./JG 132 devient Stab I./JG 26
- 1./JG 132 devient 1./JG 26
- 2./JG 132 devient 2./JG 26
- 3./JG 132 devient 3./JG 26

Gruppenkommandeure (Commandant de groupe) :
| Début             | Fin               | Grade | Nom                          |
| ----------------- | ----------------- | ----- | ---------------------------- |
| 1er mai 1934      | 1er avril 1935    | Major | Robert Ritter von Greim      |
| 1er avril 1935    | 1er avril 1936    | Major | Kurt-Bertram von Döring (en) |
| 1er avril 1936    | 1er novembre 1938 | Major | Carl Vieck                   |
| 1er novembre 1938 | 1er mai 1939      | Major | Gotthardt Handrick           |

### II. Gruppe
Formé le 1er avril 1935 à Jüterbog-Damm à partir d'éléments du Fliegergruppe Döberitz avec des chasseurs Heimkel He51A. 
Entre le 1er avril 1935 et le 1er avril 36, il est connu en tant que Fliegergruppe Damm. 
À partir du 1er avril 1936, il est connu en tant que II./JG 132 :
- Stab II./JG 132
- 4./JG 132
- 5./JG 132
- 6./JG 132

Le II./JG 132 devient la première unité à être convertir sur des chasseurs Messerschmitt Bf 109B, quand il est reçoit 25 en février 1937.
Le 1er novembre 1938, le II./JG 132 est renommé I./JG 141 :
- Stab II./JG 132 devient Stab I./JG 141
- 4./JG 132 devient 1./JG 141
- 5./JG 132 devient 2./JG 141
- 6./JG 132 devient 3./JG 141

Reformé le 1er novembre 1938 à Düsseldorf à partir du II./JG 234 avec :
- Stab II./JG 132 à partir du Stab II./JG 234
- 4./JG 132 à partir du 4./JG 234
- 5./JG 132 à partir du 5./JG 234
- 6./JG 132 à partir du 6./JG 234

Le 1er mai 1939, le II./JG 132 est renommé II./JG 26 :
- Stab II./JG 132 devient Stab II./JG 26
- 4./JG 132 devient 4./JG 26
- 5./JG 132 devient 5./JG 26
- 6./JG 132 devient 6./JG 26

Gruppenkommandeure :
| Début             | Fin               | Grade     | Nom                         |
| ----------------- | ----------------- | --------- | --------------------------- |
| 1er avril 1935    | 31 mars 1936      | Major     | Johann Raithel (en)         |
| 1er avril 1936    | 30 septembre 1936 | Major     | Karl von Schönebeck         |
| 1er octobre 1936  | 31 mars 1937      | Major     | Nikolaus Mayer              |
| 1er avril 1937    | 31 juillet 1938   | Major     | Arthur Laumann (en)         |
| 1er août 1938     | 1er novembre 1938 | Hauptmann | Joachim-Friedrich Huth (en) |
| 1er novembre 1938 | 1er mai 1939      | Hauptmann | Werner Palm                 |

### III. Gruppe
Formé le 1er juillet 1938 à Jüterbog-Damm équipé de Messerschmitt Bf 109B, (1 staffel avec des Arado Ar 68) :
- Stab III./JG 132 nouvellement créé
- 7./JG 132 nouvellement créé
- 8./JG 132 nouvellement créé
- 9./JG 132 nouvellement créé

Le 1er novembre 1938, le III./JG 132 est renommé II./JG 141 :
- Stab III./JG 132 devient Stab II./JG 141
- 7./JG 132 devient 4./JG 141
- 8./JG 132 devient 5./JG 141
- 9./JG 132 devient 6./JG 141

Gruppenkommandeure :
| Début            | Fin               | Grade | Nom                   |
| ---------------- | ----------------- | ----- | --------------------- |
| 1er juillet 1938 | 1er novembre 1938 | Major | Dr.Ing. Ernst Bormann |

### IV. Gruppe
Formé le 1er juillet 1938 à Werneuchen à partir d'éléments du JFS Werneuchen avec :
- Stab IV./JG 132 nouvellement créé
- 10./JG 132 nouvellement créé
- 11./JG 132 nouvellement créé
- 12./JG 132 nouvellement créé

Le 1er novembre 1938, le IV./JG 132 est renommé I./JG 331 :
- Stab IV./JG 132 devient Stab I./JG 331
- 10./JG 132 devient 1./JG 331
- 11./JG 132 devient 2./JG 331
- 12./JG 132 devient 3./JG 331

Gruppenkommandeure :
| Début            | Fin               | Grade          | Nom            |
| ---------------- | ----------------- | -------------- | -------------- |
| 1er juillet 1938 | Juillet 1938      | Oberstleutnant | Theo Osterkamp |
| Juillet 1938     | 1er novembre 1938 | Hauptmann      | Johannes Janke |